# گونترسدورف
گونترسدورف (به آلمانی: Günthersdorf) یک منطقهٔ مسکونی در آلمان است که در لوینا واقع شده‌است.
 گونترسدورف  ۱٬۲۴۵ نفر جمعیت دارد.